# Georges Boulanger (Geiger)

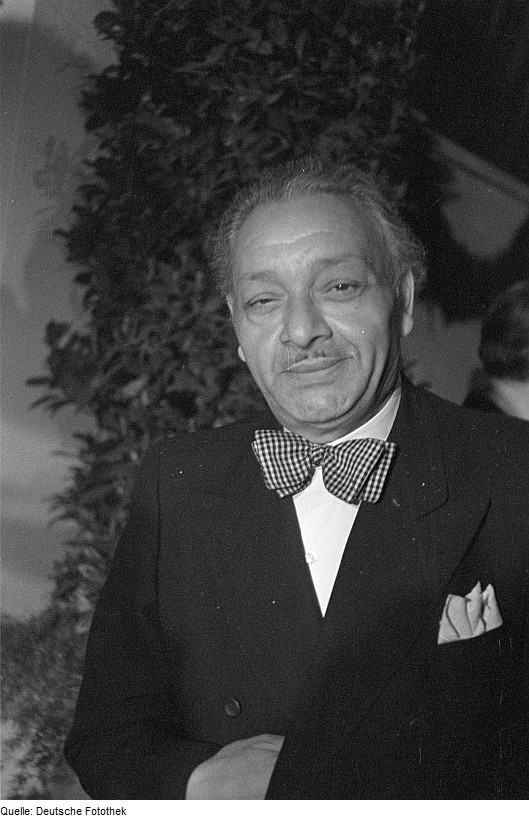
Georges Boulanger, 1946

Georges Boulanger (* 18. April 1893 als Gheorghe Pantazi in Tulcea; † 3. Juni 1958 in Buenos Aires) war ein rumänischer Violinist, Dirigent und Komponist.

## Leben
Georges Boulanger war der Sohn von Vasile Pantazi, einem rumänischen Lăutar aus der Volksgruppe der Roma, und dessen Frau, einer geborenen Ciobanu. Sein Vater wurde „Boulanger“ genannt, weil er eine gewisse äußere Ähnlichkeit mit dem 1891 verstorbenen französischen General Boulanger besaß. Georges Boulangers Geburtsname war Gheorghe Pantazi, er erbte auch den Spitznamen seines Vaters. Der angebliche Geburtsname „Ghiţă Bulencea“ kam durch einen Scherz zustande, den er 1931 in einem Gespräch mit dem Musikwissenschaftler George Sbârcea und anderen rumänischen Gästen in einem Café in Paris machte.
Seinen ersten Geigenunterricht erhielt er von seinem Vater. Mit zwölf Jahren bekam er ein Stipendium für den Besuch des Konservatoriums in Bukarest. Der Geiger Leopold Auer hörte ihn mit einer Paganini-Interpretation und nahm ihn mit nach Dresden. Nach zwei Jahren Unterricht wurde er an das „Café Chantant“ in St. Petersburg als Sologeiger engagiert. 1917 erzwangen die politischen Umbrüche seine Rückkehr nach Rumänien. Dort leistete er seinen Militärdienst ab und unterrichtete in den Fächern Geigenspiel und Komposition. Um 1922/23 ging er nach Berlin, wo er als Stehgeiger begeisterten Zuspruch erfuhr.

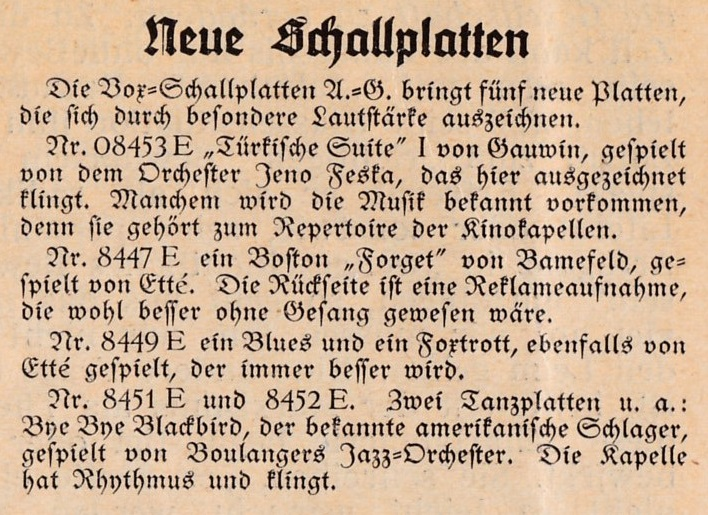
Vox-Werbung, u. a. für die Aufnahme Bye Bye Blackbird (1927).

Georges Boulanger gilt heute als einer der bedeutendsten Salon-Geiger der Zwischenkriegszeit. Große Berühmtheit erlangte er in den 1920er und 1930er Jahren, besonders in Deutschland. Dort leitete Boulanger neben einer Salonorchester-Besetzung mit einem Repertoire aus leichter Klassik und Salonstücken, dem Zug der Zeit folgend, auch ein „Konzert-Jazz-Orchester“, mit dem er für die Vox-Schallplatten- und Sprechmaschinen-AG in den 1920er Jahren in Berlin neben aktuellen Tagesschlagern auch Eigenkompositionen aufnahm; einige davon stellten, arrangiert von dem estnischen Pianisten Hermann Biek, der als Tanzkapellen-Leiter unter dem Namen Ben Berlin bekannt wurde, moderne Tanzmusik mit experimentellen Elementen dar.
In den 1930er Jahren trat er dagegen wiederum traditionell als Geigen-Prímás mit einem ‚Zigeunerorchester‘ hervor, mit dem er bei Odeon und bei Telefunken virtuose Konzert- und Salon-, aber auch Tanzstücke einspielte. Bei Violinsolo-Aufnahmen war mehrfach der Pianist Oskar Jerochnik sein Begleiter. Seinen Höhepunkt an Popularität erreichte er um 1935/1936.
Den Zweiten Weltkrieg verbrachte er in Deutschland, weil er nie in die USA auswandern wollte. 1948 ging er nach Südamerika. Dort spielte er im Copacabana Palace Hotel in Rio de Janeiro und am argentinischen Rundfunk „Radio Belgrano“. Dazu unternahm er Gastspielreisen. Bis zu seinem Tod am 3. Juni 1958 lebte er in Olivos, einem Vorort von Buenos Aires.

## Tondokumente (Auswahl)
1. auf Vox
1.1. Orchester Georges Boulanger:
- Vox 1531 (mx. 2044 B) Afghanistan. Onestep (H. Richards) Orchester Georges Boulanger, aufgen. 15. Dezember 1923.

- Vox 01530 (mx. 1581 A) Avant de mourir. Tango (G. Boulanger) Orchester Georges Boulanger

- Vox 01868 (mx. 1883 A) Ecarté. One-Step (G. Boulanger) / (2162 A) Erika. Foxtrot (G. Boulanger) Orchester Georges Boulanger

- Vox 01953 (mx. 2428 A) Zigarettenlied aus “Der Orlow” (B. Granichstaedten) Orchester Georges Boulanger

- Vox 06262 (mx. 2294 A) Ein Traum am Cap (Fr. Harras) Boulanger-Trio (Geige, Violoncello, Klavier)

- Vox 06354 (mx. 1651 AA) Kaddisch. Ghetto-Lied (O. Stransky/O. Stransky, K. Robitschek) Georges Boulanger, Violine, mit Klavier.

1.2. Konzert-Jazz-Orchester Boulanger:
- Vox 8451 E (mx. 1727 BB) Bye Bye Blackbird. Fox Trot (Dixon - Henderson) “Boulanger's Jazz-Orchester”.[7]

- Vox 8452 E (mx. 1728 BB) Mitropa. Fox Trot (G. Boulanger, arr. H. Biek) Konzert-Jazz-Orchester Boulanger.[8]

- Vox 8513 E (mx. 1624 BB) Fox Orientale (G. Boulanger, arr. H. Biek) Konzert-Jazz-Orchester Boulanger.[9]

- Vox 8513 E (mx. 1818.1 BB) Slow Fox-Trot (G. Boulanger, arr. H. Biek) Konzert-Jazz-Orchester Boulanger.[10]

- Vox 8597 E (mx. 2257 BB) Nice Girl. Charleston (G. Boulanger, arr. H. Biek), aufgen. Berlin, Ende 1927[11]

2. auf Odeon / Parlophon (Lindström)
Georges Boulanger mit seinem Orchester:
- Parlophon B.97313-I (mx. 11010) Zwei Guitarren. Russische Romanze. Musik: Iwan Malcaroff. George Boulanger mit verstärktem ungarischem Zigeuner-Orchester, aufgen. Juni 1936.[12]

- O-25621 b (mx. Be 11069) Boulanger-Fox (G. Boulanger) Georges Boulanger mit seinem Orchester, aufgen. Okt. 1935.

- O-31291 a (mx. Be 11931) Da Capo! Bravour-Foxtrott (Boulanger) Georges Boulanger mit seinem Tanz-Orchester, aufgen. Berlin, Febr. 1938.[13]

- O-31381 b (mx. Be 12140) Was ein Zigeuner fühlt. Tango und Czárdás aus der Metropol-Theater-Operette „Melodie der Nacht“ (Ludwig Schmidseder) Georges Boulanger mit seinem Orchester, aufgen. Berlin, Nov. 1938.[14]

3. auf Telefunken:
Georges Boulanger mit seinem Orchester:
- A 1606 (mx. 19585) Afrika! Negerlied (Boulanger) Georges Boulanger mit seinem Orchester.

- A 1628 (mx. 19586) Lass mich allein (Let me alone !). Slow-Fox (G. Boulanger) Georges Boulanger mit seinem Orchester, aufgen. 1934.[15]

- A 1693 (mx. 19742) Avant de mourir. Serenade (G. Boulanger) Georges Boulanger mit Klavierbegleitung.

- A 1775 (mx. 20372) Mal so, mal so (comme çi, comme ça) (Georges Boulanger) Violin-solo Georges Boulanger. Am Flügel: Oskar Jerochnik.

## My Prayer
Eines seiner populärsten Lieder ist My Prayer, das er ursprünglich 1926 unter dem Titel Avant de mourir komponierte. 1939 textete Jimmy Kennedy eine Version, die in der Folge von zahlreichen Bands und Interpreten gespielt wurde, darunter von Glenn Miller und Houston Person in Amerika, von Boulou Ferré in Frankreich, und von Svend Asmussen und Kurt Widmann in Deutschland.
Ein erfolgreiches Revival erlebte die Melodie 1956 durch die Doo Wop-Band The Platters, die damit in den Charts den ersten Rang erreichte. In dem Film The Curious Case of Benjamin Button war ihre Fassung 2008 als Titelsong zu hören.

## Filmographie
Boulangers Kompositionen wurden teilweise als Filmmusik eingesetzt, er selbst trat ebenfalls in mehreren Filmen in Erscheinung.
- 1931/1932 Hallo Hallo! Hier spricht Berlin!
- 1931/1932 Der tolle Bomberg
- 1934/1935 Punks kommt aus Amerika
- 1935 Die Geige lockt [Kurz-Tonfilm, 2 Akte, 460 Meter, 17 Min.]
- 1936 Das Mädchen Irene
- 1941 Immer nur... Du!
- 1942/1943 Der ewige Klang
- 1982 Es ging Tag und Nacht, liebes Kind. Dokumentarfilm (Musik)[20]
- 1987 Das falsche Wort. Dokumentarfilm (Musik)[21]